# Persone di nome Luigi/Avvocati
| Questa pagina contiene informazioni ricavate automaticamente dalle voci biografiche con l'ausilio del template Bio e di un bot. L'aggiornamento è periodico e automatico e ricostruisce completamente la pagina. Se manca una persona in questa lista, sei pregato di non aggiungerla, ma accertati piuttosto che la sua voce biografica contenga il template Bio e che i dati anagrafici siano correttamente compilati. Se il template Bio manca, inseriscilo tu stesso o, in alternativa, metti l'avviso {{tmp\|Bio}} che ne segnala la mancanza. Se i dati riportati sono sbagliati, correggi direttamente la voce biografica; le modifiche saranno visibili in questa lista entro pochi giorni. Per chiarimenti vedi il progetto antroponimi. La lista contiene solo le 53 persone che sono citate nell'enciclopedia e per le quali è stato implementato correttamente il template Bio. Pagina aggiornata al 22 lug 2025. |

Questa è una lista di persone presenti nell'enciclopedia che hanno il nome Luigi e sono avvocati.

## A(2)
- Luigi Agnini, avvocato e politico italiano (Finale Emilia, n. 1831 - † 1877)
- Luigi Aliquò, avvocato, politico e giornalista italiano (Reggio Calabria, n. 1926 - Roma, † 1995)

## B(12)
- Giuseppe Barbaroux, avvocato italiano (Cuneo, n. 1772 - Torino, † 1843)
- Luigi Battistelli, avvocato e partigiano italiano (Bologna, n. 1893 - Barcellona, † 1937)
- Luigi Bazoli, avvocato e politico italiano (Desenzano sul Lago, n. 1866 - Desenzano del Garda, † 1937)
- Luigi Bennani, avvocato e politico italiano (Fabriano, n. 1884 - Fabriano, † 1978)
- Luigi Bianchi, avvocato, dirigente sportivo e calciatore italiano (Milano, n. 1885 - Milano, † 1976)
- Luigi Boniforti, avvocato e partigiano italiano (Pisa, n. 1900 - Firenze, † 1962)
- Luigi Borromeo, avvocato e politico italiano (Roma, n. 1904 - † 1956)
- Luigi Boschetti, avvocato italiano (Modena, n. 1775 - Modena, † 1855)
- Alfredo Bouvier, avvocato e politico italiano (Cesana Torinese, n. 1856 - Pinerolo, † 1947)
- Luigi Bozino, avvocato e dirigente sportivo italiano (Vercelli, n. 1855 - Vercelli, † 1939)
- Luigi Brentani, avvocato e storico svizzero (Lugano, n. 1892 - Lugano, † 1962)
- Luigi Brugnara, avvocato e politico italiano (Trento, n. 1845 - Trento, † 1909)

## C(6)
- Luigi Cheluzzi, avvocato e diplomatico italiano (Colle di Val d'Elsa, n. 1764 - † 1822)
- Luigi Chiesi, avvocato, patriota e politico italiano (Reggio Emilia, n. 1811 - Roma, † 1884)
- Luigi Colla, avvocato, politico e botanico italiano (Torino, n. 1766 - Torino, † 1848)
- Luigi Concas, avvocato italiano (Pola, n. 1931 - Cagliari, † 2021)
- Luigi Corsi, avvocato e politico italiano (Savona, n. 1815 - Savona, † 1897)
- Luigi Cravetto, avvocato, imprenditore e dirigente sportivo italiano (Verrès, n. 1911 - Torino, † 2002)

## D(3)
- Luigi De Michele, avvocato e politico italiano (Santa Maria Capua Vetere, n. 1903 - † 1976)
- Luigi Di Majo, avvocato, attore e personaggio televisivo italiano (Bagnoregio, n. 1943)
- Luigi Dorigo, avvocato e politico italiano (San Michele Extra, n. 1850 - Verona, † 1927)

## F(4)
- Dino Felisetti, avvocato e politico italiano (Modena, n. 1919 - Reggio Emilia, † 2021)
- Luigi Fera, avvocato e politico italiano (Cellara, n. 1868 - Roma, † 1935)
- Luigi Filosa, avvocato e politico italiano (Cosenza, n. 1897 - Cosenza, † 1981)
- Luigi Fulci, avvocato e politico italiano (Modica, n. 1872 - Roma, † 1930)

## G(3)
- Luigi Domenico Galeazzi, avvocato e politico italiano (Chions, n. 1837 - Pordenone, † 1918)
- Luigi Gianturco, avvocato e politico italiano (Avigliano, n. 1894 - Roma, † 1972)
- Luigi Gozzi, avvocato e patriota italiano (Castel Goffredo, n. 1822 - Castel Goffredo)

## L(4)
- Luigi La Ferlita, avvocato e politico italiano (Catania, n. 1906 - † 1974)
- Luigi Li Gotti, avvocato e politico italiano (Mesoraca, n. 1947)
- Luigi Lonfernini, avvocato, politico e banchiere sammarinese (Borgo Maggiore, n. 1938)
- Luigi Lusi, avvocato e politico italiano (Roma, n. 1961)

## M(7)
- Luigi Marescalchi Gravina, avvocato e politico italiano (Piazza Armerina, n. 1857 - Roma, † 1936)
- Luigi Martini, avvocato e politico italiano (Monteu da Po, n. 1838 - Torino, † 1894)
- Luigi Meda, avvocato e politico italiano (Milano, n. 1900 - Milano, † 1966)
- Luigi Medici, avvocato, poeta e storico della letteratura italiano (Milano, n. 1888 - Trezzo sull'Adda, † 1965)
- Luigi Melegari, avvocato e patriota italiano (Medole, n. 1819 - † 1877)
- Luigi Molinari, avvocato, anarchico e pubblicista italiano (Crema, n. 1866 - Milano, † 1918)
- Luigi Muro, avvocato e politico italiano (Napoli, n. 1960)

## R(5)
- Luigi Ragno, avvocato e politico italiano (Francavilla di Sicilia, n. 1899 - Santa Teresa di Riva, † 1984)
- Luigi Ricciolio, avvocato italiano (Torino, n. 1774 - Torino, † 1836)
- Luigi Rossi, avvocato, giurista e politico italiano (Verona, n. 1867 - Roma, † 1941)
- Luigi Rossi, avvocato e politico svizzero (Croglio, n. 1864 - Bellinzona, † 1890)
- Luigi Rossi, avvocato, politico e filantropo italiano (Milano, n. 1852 - Milano, † 1911)

## S(5)
- Vincenzo Luigi Saitta, avvocato e politico italiano (Bronte, n. 1876 - Catania, † 1957)
- Luigi Salvatori, avvocato e politico italiano (Seravezza, n. 1881 - Pietrasanta, † 1946)
- Luigi Saraceni, avvocato e politico italiano (Castrovillari, n. 1862 - Castrovillari, † 1929)
- Luigi Sbano, avvocato, politico e giornalista italiano (Foggia, n. 1899 - Foggia, † 1955)
- Luigi Signorini Corsi, avvocato e collezionista d'arte italiano (L'Aquila, n. 1897 - L'Aquila, † 1967)

## T(1)
- Luigi Torrigiani, avvocato, imprenditore e politico italiano (Parma, n. 1846 - Roma, † 1925)

## V(1)
- Luigi Vaccarone, avvocato e alpinista italiano (Torino, n. 1849 - † 1902)